# Antonio de Guevara
Antonio de Guevara (* um 1480 in Treceño, Kantabrien; † 3. April 1545 in Mondoñedo, Provinz Lugo, Spanien) war ein spanischer Schriftsteller aus der Provinz Álava und fantasievoller Historiker. Er erfand antike Vorlagen und reicherte vorhandene Vorlagen mit erfundenen Darstellungen an.

## Leben
Er stammte aus verarmtem Adel, kam in jungen Jahren an den Hof von Kaiser Karl V. und bekleidete als Franziskaner hohe Ämter. So war er offizieller Chronist, Inquisitor, Bischof von Guadix und Mondoñedo bei A Coruña. In seinen moralischen Werken empfiehlt er die Abwendung vom Ideal des Hoflebens.

## Werke
Sein Werk hatte in Europa großen Erfolg und übte zum Beispiel Einfluss auf Michel de Montaigne und Grimmelshausen aus.
- Relox de príncipes, o Libro áureo de Marco Aurelio. (Fürstenuhr oder Goldenes Buch des Kaisers Mark Aurel, 1529, eine Art didaktischer Roman in Briefform)
- Epistolas familiares. (zum größten Teil erdichtet)
- Menosprecio de corte y alabanza de aldea. (Verachtung des Hofes und Lob des Dorfes, 1539, Moralsatire)
- Aviso de privados y doctrina de cortesanos. (1539)
  - Deutsch: Hof-Schul in der Übersetzung von Aegidius Albertinus 1600.
- Opera omnia historico-politica ... In Drey Theil abgetheilt ... Durch Herrn Aegidium Albertinum ... auss der Hispanischen in die Teutsche Sprach auffs fleissigste versetzt. An jetzo aufs neu ubersehen ... samt einem vollkömlichen Register gemehret. 3 Teile in 1 Bd.
- Erster, Ander, Dritter (= schönster und letzter) Theil der guldenen Sendtschreiben (Adam Berg, München, 1. Ausgabe 1598; einige Nachauflagen u. a. 1610)